# US Clay Court Championships 1984
Lo US Clay Court Championships 1984 è stato un torneo di tennis giocato sulla terra verde. È stata la 32ª edizione del torneo, che fa parte del Virginia Slims World Championship Series 1984. Si è giocato ad Indianapolis negli USA dal 6 al 12 agosto 1984.

## Campionesse

### Singolare
Manuela Maleeva ha battuto in finale  Lisa Bonder con il punteggio di 6–4, 6–3

### Doppio
Alycia Moulton /  Paula Smith hanno battuto in finale  Elise Burgin /  JoAnne Russell con il punteggio di 6–2, 7–5